# Kasteel Krombrugge
Het Kasteel Krombrugge, ook Crombrugghe geschreven, is een kasteel in de Belgische gemeente Merelbeke. Het oorspronkelijke gebouw werd opgetrokken tussen 1444 en 1625, mogelijks oorspronkelijk bedoeld als middeleeuwse “mottetoren”. Het nog deels omwalde kasteelgebouw is te bereiken via een beukendreef en een kasteelhoeve op het domein. Aan de oostzijde, langs het privébezit, loopt de Hollebeek, vloeiend vanuit de gelijknamige woonwijk een kilometer verderop. Op heden staat er een kasteel met een rechthoekige plattegrond, opgetrokken halfweg de negentiende eeuw.

## Geschiedenis
In de vroege middeleeuwen zou er op Krombrugge een castellum gelegen zijn, waarschijnlijk een versterking nabij de Schelde tegen de Noormannen. In 964 werd het domein van Krombrugge door graaf Arnulf de Oude geschonken aan de Sint-Pietersabdij te Gent om er een abdijhoeve met meierij op te richten. In 1241 werd het kasteeldomein opgesplitst in twee met de verkoop van de abdijhoeve “Hof ten Hove”, die hetzelfde gebouw moet geweest zijn als de verdwenen “Spookhofhoeve”. Vandaar ook de naam “Spookhofstraat” in de Kwenenboswijk.

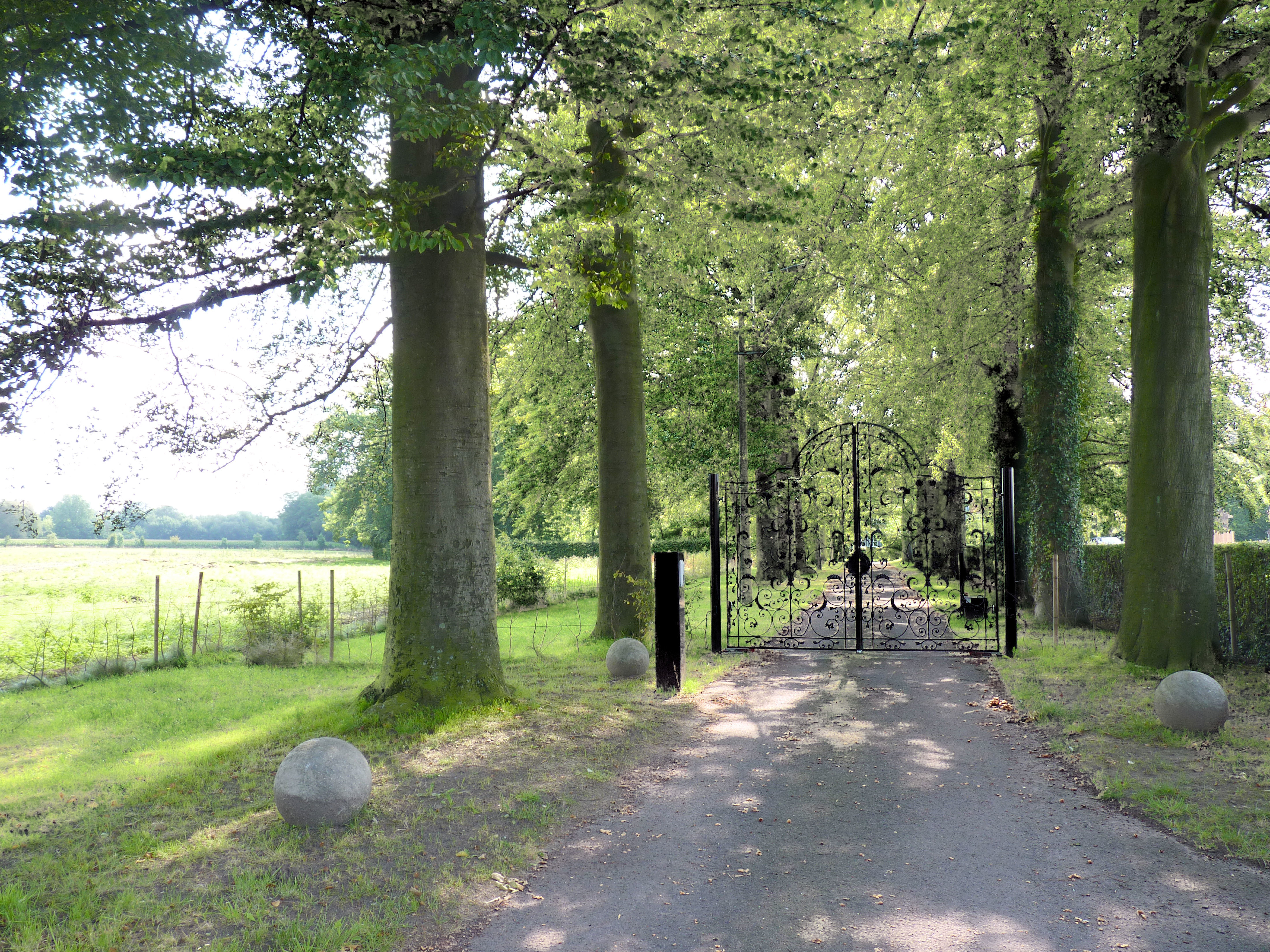
De beukendreef naar het kasteelgebouw
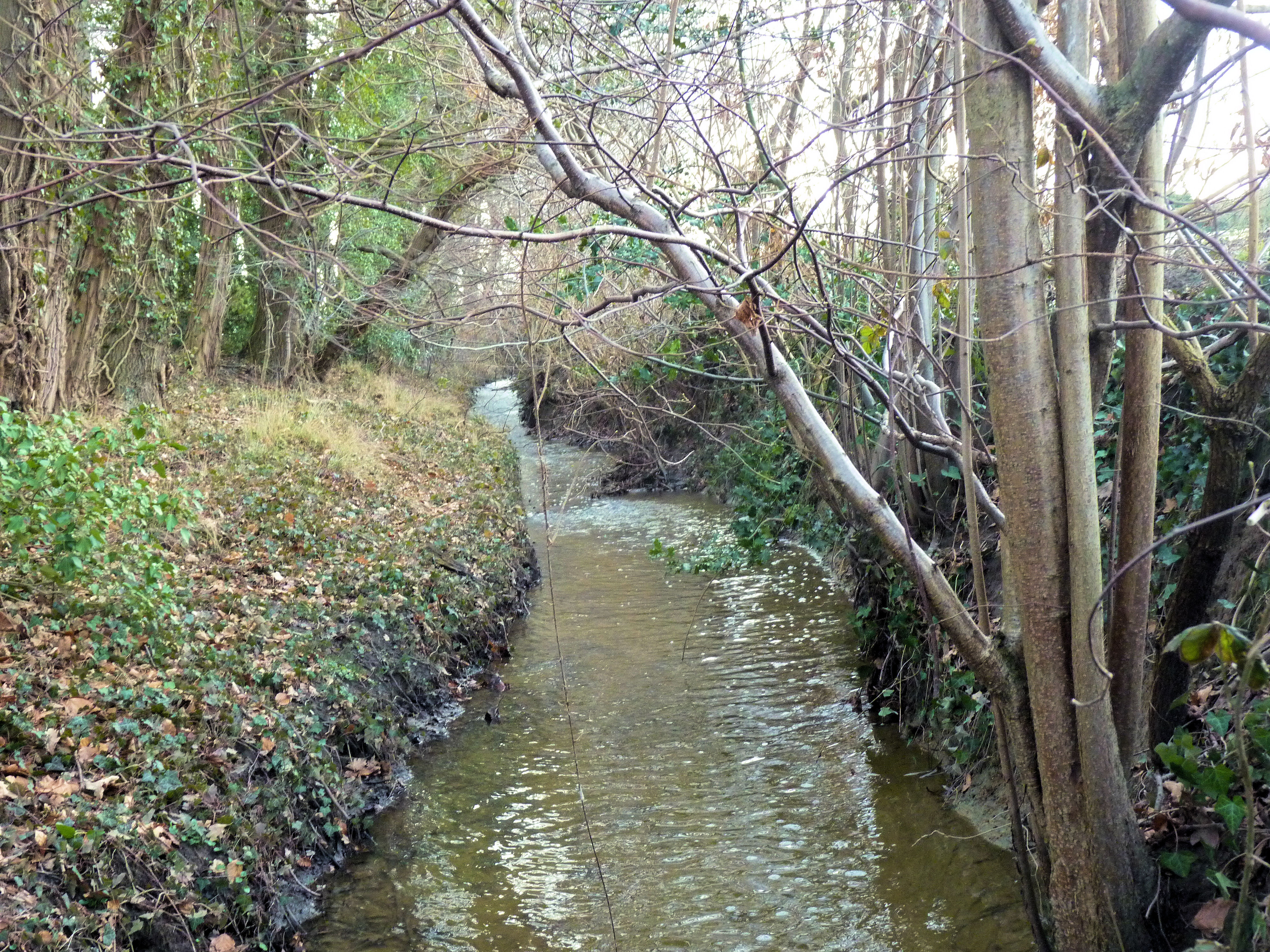
De Hollebeek naast het kasteeldomein